# Manuel Murcia i Ros
Manuel Murcia i Ros (Oriola, País Valencià, 15 de novembre de 1942 - Barcelona, 1982) va ser un treballador del metall i sindicalista valencià, destacat líder obrer durant el franquisme.
La seva família es traslladà a Catalunya l'any 1946, establint-se a Sant Adrià del Besòs. Va començar a treballar a l'empresa del metall Feber SA. Va entrar a la Joventut Obrera Catòlica JOC del 1959 al 1962 on va coincidir amb altres futurs líders obrers com Daniel Cando Cando, José Antonio Díaz Valcárcel, etc.

## Trajectòria durant el franquisme
El 1963 fou escollit enllaç sindical de Feber SA i fou president de la “Unión de Técnicos y Trabajadores del Metal” a Sant Adrià del Besòs. El mateix any s'incorpora al Front Obrer de Catalunya FOC on serà un dels principals líders sindicals. Impulsà la Coordinadora del metall de Barcelona de Comissions Obreres. El 1964 serà un dels fundadors de Comissions Obreres a Catalunya a l'assemblea de constitució a la parròquia de Sant Medir de Barcelona. Entre el 1966 i 1969 serà membre de la Coordinadora del Metall i de la Coordinadora Local de CCOO de Barcelona.
Defensor d'una major autonomia dels sindicats en relació als partits, a finals de 1968 se separà del FOC en el moment de la crisi i descomposició d'aquesta organització política i, juntament amb José Antonio Díaz Valcárcel i Dídac Fàbregas i Guillén. Iniciaran la publicació de la revista "¿Qué hacer? “, després en 1969, Revista “Nuestra clase: Comisiones Obreras" butlletí de las “Plataformas de Comisiones Obreras”, organització que s'enfrontà amb les tendències majoritàries de la CONC liderades per obrers afiliats al PSUC.
Paral·lelament Manuel Murcia juntament amb Díaz Valcárcel i Fàbregas participen la creació dels "Círculos de Formación de Cuadros", precedent de l'Organización de Izquierda Comunista. Poc després en trencar-se les “Plataformes de Comisiones Obreres”, entre 1970 i 1972 creà els Grups Obrers Autònoms (GOA) grup de tendència anarquista, i liderarà una vaga de gran duresa a l'empresa "Harry Walker".

## L'etapa democràtica
Durant la Transició democràtica es vincularà a la Confederació Nacional del Treball. A finals dels anys setanta s'incorpora al Partit dels Socialistes de Catalunya. Morí a Barcelona el 28 de juliol de 1982, víctima d'un atac de cor.